# Таракинское сельское поселение
Таракинское се́льское поселе́ние — бывшее муниципальное образование в составе Удомельского района Тверской области России.
На территории поселения находилось 13 населённых пунктов. Административный центр — деревня Выскодня.
Образовано в 2005 году, включило в себя территорию Таракинского сельского округа.
Законом Тверской области от 8 октября 2014 года № 75-ЗО, муниципальные образования Таракинское сельское поселение и Удомельское сельское поселение преобразованы путём объединения во вновь образованное муниципальное образование Удомельское сельское поселение.

## География
- Общая площадь: 91,9 км²
- Нахождение: южная часть Удомельского района.
  - Граничило:
    - на севере и западе — с Удомельским СП,
    - на востоке — с Молдинским СП,
    - на юге — с Вышневолоцким районом, Овсищенское СП.

Главная река — Волчина. Озёра — Перхово, Рогозино, Волчино, Кубыча.

## Население
| 2008 | 2010 | 2011 | 2012 | 2013 | 2014 | 2015 |
| ---- | ---- | ---- | ---- | ---- | ---- | ---- |
| 825  | ↘592 | ↘589 | ↗615 | ↗640 | ↗645 | ↘604 |

## Населенные пункты
На территории поселения находились следующие населённые пункты:
| №  | Тип нп | Название   | Население (2008 год) |
| -- | ------ | ---------- | -------------------- |
| 1  | дер.   | Выскодня   | 242                  |
| 2  | дер.   | Аграфенино | 28                   |
| 3  | дер.   | Быково     | 11                   |
| 4  | дер.   | Ватутино   | 34                   |
| 5  | дер.   | Дубники    | 3                    |
| 6  | дер.   | Дягилево   | 28                   |
| 7  | дер.   | Ивановское | 296                  |
| 8  | дер.   | Моржевец   | 8                    |
| 9  | дер.   | Ольховец   | 4                    |
| 10 | дер.   | Перхово    | 18                   |
| 11 | дер.   | Сменово    | 43                   |
| 12 | дер.   | Тараки     | 103                  |
| 13 | дер.   | Хвалово    | 7                    |

## История
В XIX — начале XX века деревни поселения относились к Овсищенской волости Вышневолоцкого уезда Тверской губернии.